# Novapus adelaidae
Novapus adelaidae är en skalbaggsart som beskrevs av Blackburn 1888. Novapus adelaidae ingår i släktet Novapus och familjen Dynastidae. Inga underarter finns listade i Catalogue of Life.